# Бекаш (Муреш)
Бекаш (рум. Becaş) насеље је у Румунији у округу Муреш. Oпштина се налази на надморској висини од 415 m.

## Становништво
Према подацима из 2011. године у насељу је живело 5398 становника.